# Max Sciandri
Maximilian Sciandri (født 15. februar 1967 i Derby) er en tidligere britisk landevejscykelrytter af italiensk afstamning. Han vandt bronzemedaljen ved mændenes individuelle landevejsløb i Sommer-OL 1996 i Atlanta, Georgia. Han var professionel rytter fra 1989 til 2004.